# Filosofía de la química

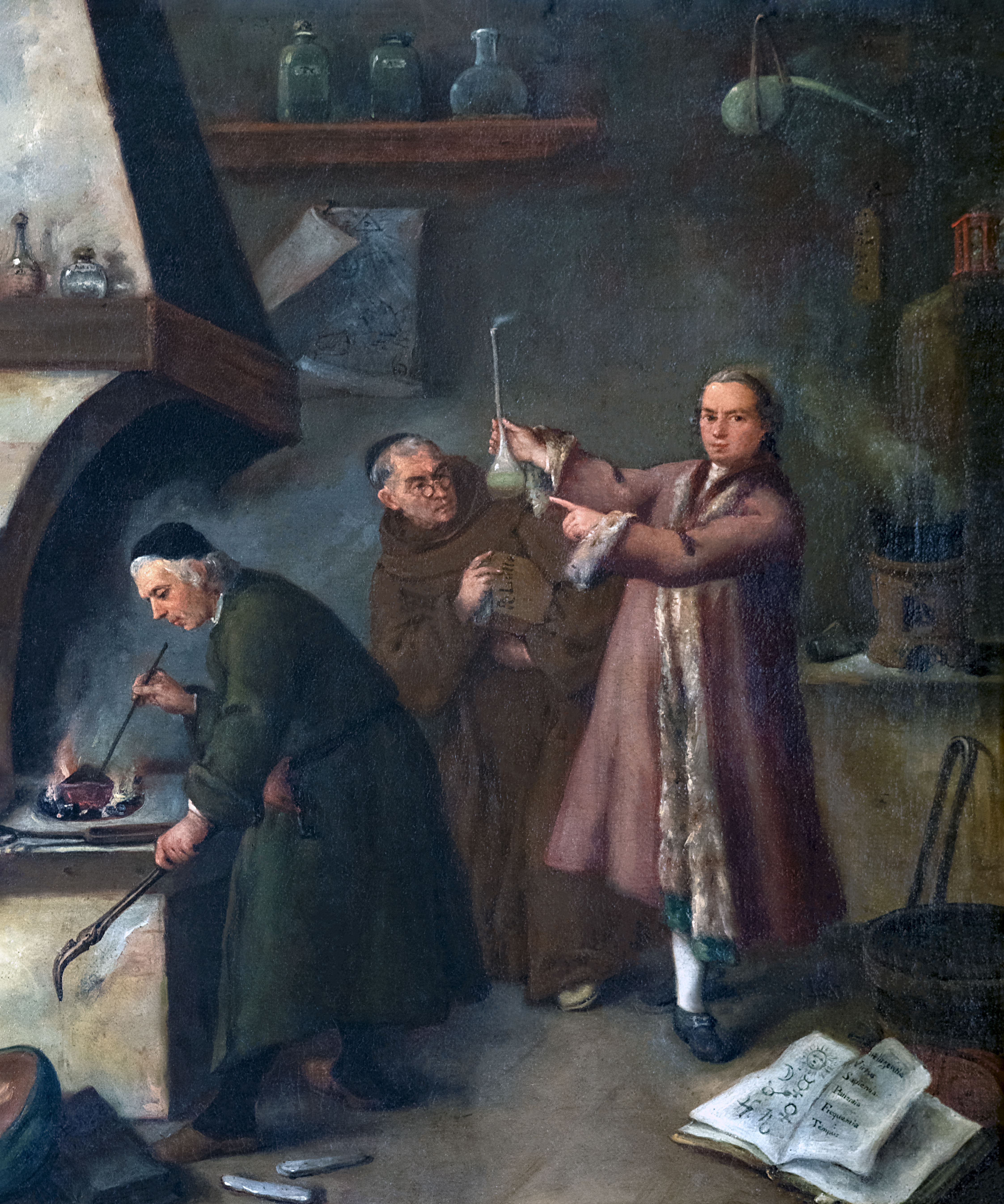
The Alchemists (c.1757), de Pietro Longhi. Ca' Rezzonico, Venecia.

La filosofía de la química es una rama de la filosofía de las ciencias, la cual considera como objetos de estudio la metodología y las suposiciones subyacentes a la propia disciplina química (como pueden ser la naturaleza de las sustancias químicas, el atomismo, el enlace químico y la síntesis), así como los aspectos filosóficos generales de la filosofía de las ciencias en los que ésta mantiene estrecha comunicación e pertinencia (como pueden el realismo científico, el reduccionismo, la explicación científica, los ciclos de la investigación científica y la modelización numérica o molecular).
Es una de las subdisciplinas más recientes de la filosofía de las ciencias, y sólo hace unas pocas décadas ha conseguido atraer la atención de la comunidad científica.

## Historia

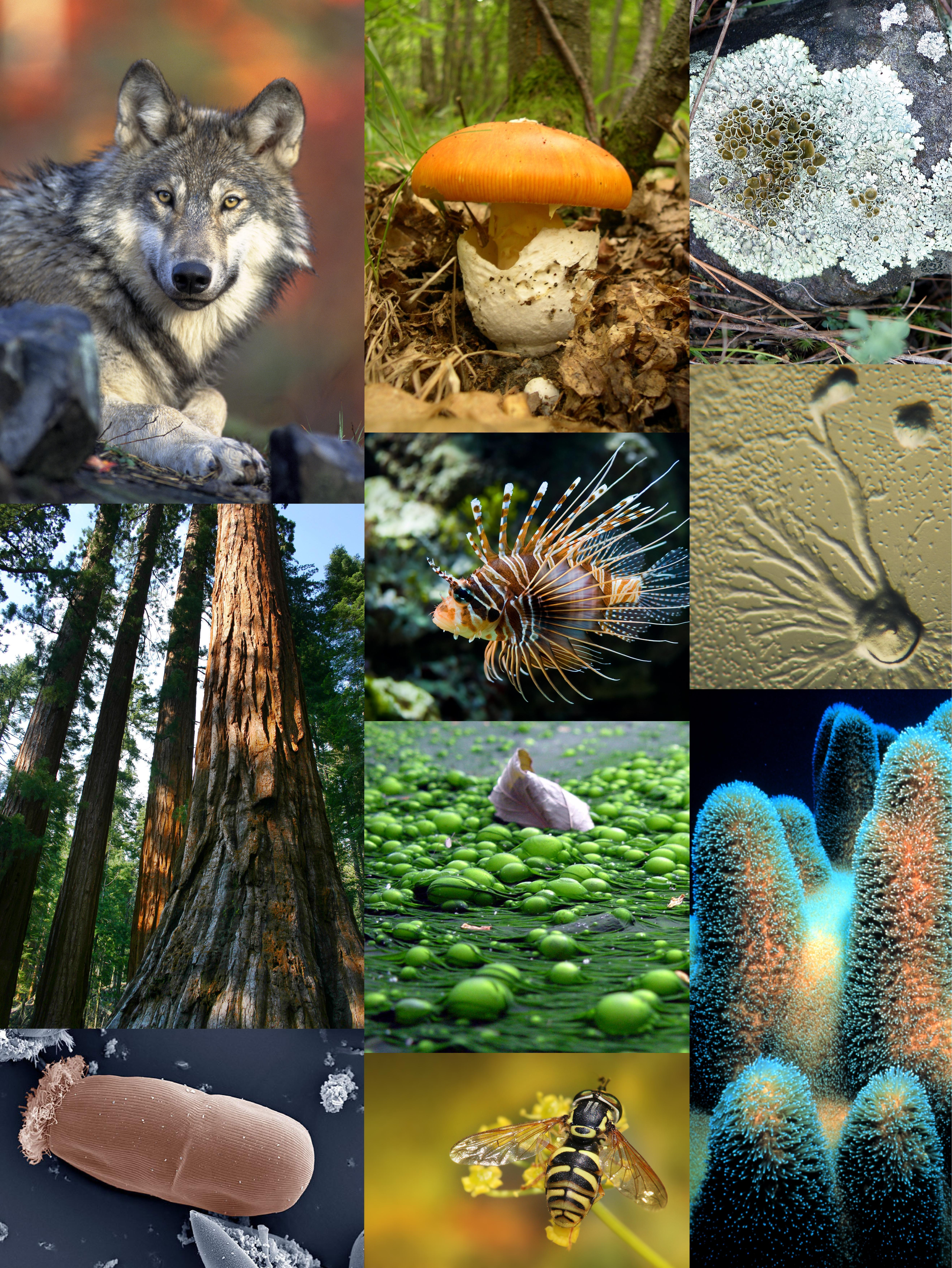
La filosofía de la biología, al igual que la filosofía de la química, es otra de las disciplinas filósoficas que sólo recientemente ha ganado popularidad y adeptos.

La filosofía de las ciencia en el siglo XX, principalmente en la tradición anglosajona, ha descuidado la reflexión sobre la química. La obsesión por la física llevó a ignorar tanto a la filosofía de la química como a otras áreas científicas que eran objeto de reflexión filosófica (como fue el caso de la biología). Aunque la química ganó popularidad en el siglo XIX, la filosofía de la química tuvo pocas publicaciones en las primeras cinco décadas del siglo XX.
Causas para este descuido incluyen la relación entre química y mecánica cuántica: el éxito de esta última llevó a considerar que la química puede ser reducida completamente a la física. Esto cuestiona la legitimidad de la filosofía de la química y afecta la autonomía de la química como disciplina. El realismo ingenuo también afectó la atención reflexiva del campo, considerando a la química como una forma física aplicada, no merecedora de análisis filosófico.
Factores adicionales que frenaron el desarrollo de la filosofía de la química son su asociación con la tecnología, las campañas anticientíficas y los problemas ambientales. Sin embargo, en la década de 1990 se produjo un cambio, especialmente en Reino Unido, Estados Unidos y Alemania, con la formación de grupos de trabajo interdisciplinarios entre químicos, filósofos e historiadores de la química. Se establecieron conferencias y simposios, y surgieron revistas y publicaciones que impulsaron la filosofía de la química como subdisciplina emergente:

La negación de la filosofía de la química como un campo legítimo de investigación filosófica sufrió un importante giro a mediados de la década de 1990, especialmente en Gran Bretaña, Estados Unidos y Alemania, junto con algunos grupos aislados en Holanda, Bélgica e Italia que habían surgido a fines de 1980. Desde entonces, químicos, filósofos e historiadores de la química comenzaron a trabajar de manera relativamente formal, celebrando reuniones periódicas en varios países. Además, la construcción de puentes entre la química y las humanidades fue impulsada por la industria química cuando la imagen pública de la química estaba en su peor momento (Schummer 2003). En 1994 se llevaron a cabo una serie de conferencias internacionales en Londres, Karlsruhe, Marburgo y Roma. Desde 1997 la International Society for the Philosophy of Chemistry lleva a cabo simposios anualmente. En los últimos años, el simposio se celebró en Bogotá (2011), Montevideo (2013) y Río de Janeiro (2015) ampliando así la subdisciplina a Sudamérica.

 
Dos revistas surgieron en este contexto: Hyle – International Journal for Philosophy of Chemistry (desde 1995) y Foundations of Chemistry (desde 1999). Algunas excelentes monografías y antologías se han publicado hasta la fecha por prestigiosas editoriales (Oxford University Press, Boston Studies in the Philosophy of Science, Elsevier). Del mismo modo, un foro de discusión en Internet (Philchem) lidera el intento de sumar a mayor número de químicos y filósofos a esta emergente subdisciplina de la filosofía de la ciencia.
Martin Labarca

## Fundamentos de la filosofía de la química

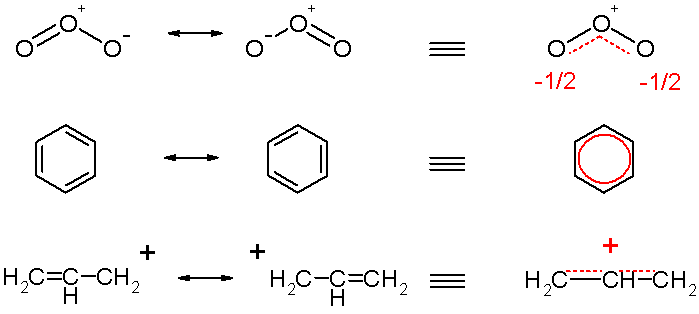
Ejemplos de resonancia en las moléculas de ozono, benceno y el catión del grupo alilo.

En cuanto se intenta definir la química y lo que estudia, surgen importantes cuestiones filosóficas. A menudo se asume que los átomos y las moléculas son las unidades fundamentales de la teoría química, pero las descripciones tradicionales de la estructura molecular y el enlace químico no explican las propiedades de muchas sustancias, como los metales, los complejos y la aromaticidad.

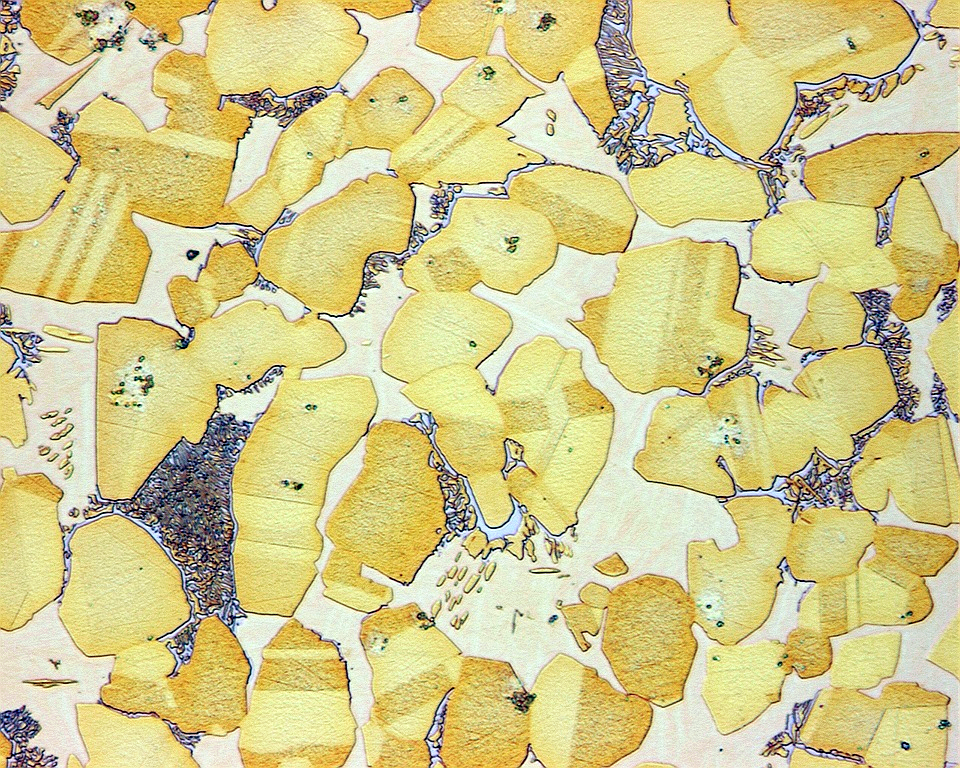
La metalografía permite al metalúrgico estudiar la microestructura de los metales. Los esencialistas han puesto sus esfuerzos en señalar a las microestructuras como las esencias de los ítems químicos.

Además, los químicos utilizan con frecuencia entidades químicas formales como las estructuras de resonancia para explicar la estructura y las reacciones de diferentes sustancias corpóreas. Estas herramientas explicativas utilizan el lenguaje y las representaciones gráficas de las moléculas para describir el comportamiento de sustancias químicas y reacciones químicas que en realidad no se comportan como moléculas directas.
Algunos químicos y filósofos de la química prefieren pensar en las sustancias, y no en las microestructuras, como las unidades fundamentales de estudio de la química. No siempre existe una correspondencia unívoca entre los métodos de clasificación de sustancias. Por ejemplo, muchas rocas existen como complejos minerales compuestos por múltiples iones que no se encuentran en proporciones fijas ni en relaciones espaciales entre sí.

Un problema filosófico relacionado es si la química es el estudio de las sustancias o de las reacciones. Los átomos están en perpetuo movimiento y, en las condiciones adecuadas, muchas sustancias químicas reaccionan espontáneamente para formar nuevos productos. Diversas variables ambientales contribuyen a las propiedades de una sustancia, como la temperatura y la presión, la proximidad a otras moléculas y la presencia de un campo magnético. He aquí el conflicto entre quienes ponen el acento en las sustancias y aquellos que ponen el énfasis en los procesos: "Los filósofos de la sustancia definen una reacción química como el cambio de ciertas sustancias, mientras que los filósofos del proceso definen una sustancia por sus reacciones químicas características".

Imágenes especulares de un aminoácido quiral. Al montar la palma de una mano sobre el dorso de la otra, se observa que no coinciden.

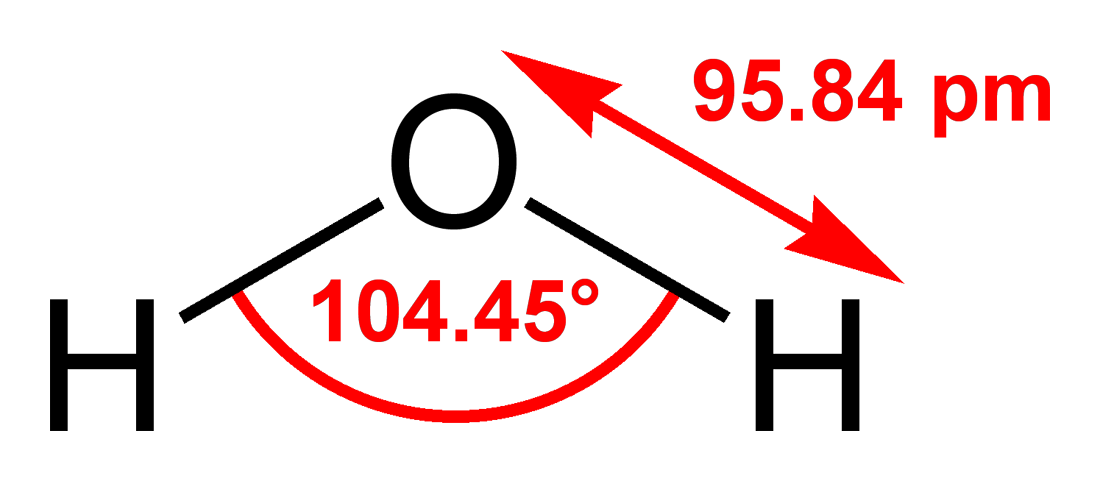
Simetría molecular del agua.

Los filósofos de la química discuten cuestiones de simetría y quiralidad en la naturaleza. Las moléculas orgánicas (basadas en el carbono) son aquellas que, con más frecuencia, no son superponibles con su imagen especular. Los aminoácidos, los ácidos nucleicos y los azúcares, todos los cuales se encuentran exclusivamente como un solo enantiómero en los organismos, son las unidades químicas básicas de la vida. Químicos, bioquímicos y biólogos debaten por igual los orígenes de esta homoquiralidad. Los filósofos debaten los hechos relativos al origen de este fenómeno, a saber, si surge de forma contingente, en medio de un entorno racémico sin vida o si intervinieron otros procesos. Algunos especulan que las respuestas solo pueden encontrarse en comparación con la vida extraterrestre, si es que alguna vez se encuentra. Otros filósofos se preguntan si existe un sesgo hacia la suposición de que la naturaleza es simétrica, lo que provoca una resistencia a cualquier prueba de lo contrario.
Otro asunto que compete (y compromete) los fundamentos de la química es determinar hasta qué punto la física (en concreto, la mecánica cuántica) explica los fenómenos químicos. La pregunta filosófica podría ser expresada de la siguiente manera: ¿Puede la química, de hecho, reducirse a la física, como muchos han supuesto, o existen lagunas inexplicables? Algunos autores, como Roald Hoffmann, han sugerido que existen una serie de dificultades en el programa reduccionista con conceptos como la aromaticidad, el pH, la reactividad y la nucleofilia.

## Tópicos actuales en filosofía de la química
De entre los temas de discusión e investigación en filosofía de la química, podemos destacar los siguientes:

### Metafísica de las entidades químicas

Estructura de la molécula de agua.

Las discusiones metafísicas sobre entidades químicas abordan la naturaleza de conceptos como elemento, átomo, molécula, estructura y fase. La controversia gira en torno al estatus epistemológico y ontológico de estos conceptos, especialmente la estructura molecular. 
La discusión inició con el artículo de R. G. Wooley Must a Molecule Have a Shape? (1978), en el que argumenta que la noción de estructura molecular es incompatible con la teoría cuántica y puede ser considerada una metáfora. Hans Primas también sostiene que la estructura molecular es una metáfora que no se alinea con la mecánica cuántica.
Sin embargo, otros, como Jeffry L. Ramsey, defienden una interpretación realista del concepto de estructura molecular, argumentando que es reductible ontológicamente, aunque de manera aproximada. La irrupción de la mecánica cuántica ha generado conflicto, ya que esta teoría no concuerda con la noción clásica de estructura, pero el concepto sigue siendo fundamental en la química.

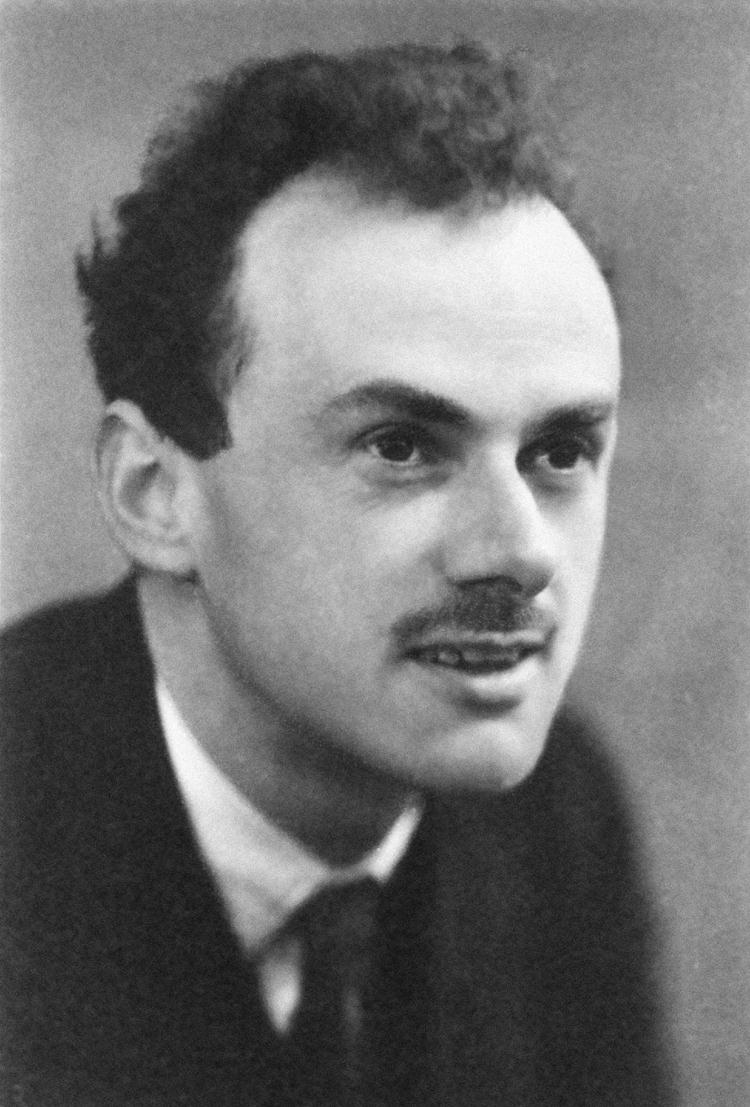
Paul Dirac es, históricamente, el principal responsable de divulgar la idea de la reductibilidad de la química a la física.

### La relación entre química y física
Históricamente, la física y la química provienen de tradiciones diferentes. La física moderna es una combinación del mecanicismo cartesiano y el corpuscularismo británico, mientras que la química deriva de la alquimia medieval, con un enfoque en aplicaciones prácticas. Hasta el siglo XIX, ambas disciplinas eran independientes en términos de objetivos y métodos.
La llegada de la mecánica cuántica cambió esta dinámica al sugerir que la química podía ser derivada completamente de la física. Sin embargo, algunos conceptos químicos fundamentales, como los enlaces y propiedades químicas específicas, no parecen ser reducibles a teorías físicas, lo que desafía la idea de una reducción completa.
Los filósofos de la química han debatido sobre la reducción ontológica y epistemológica. La reducción ontológica se refiere a la dependencia de entidades de un nivel sobre otro nivel, y la reducción epistemológica se relaciona con la deducción de ciertas teorías a partir de otras más fundamentales. Se ha argumentado que la química y la física pueden no ser completamente reducibles en ninguno de estos aspectos. Esto ha llevado a un cuestionamiento de la idea de que la química sea simplemente una rama de la física y ha generado discusiones sobre su autonomía ontológica y su metodológica.

### El problema del realismo en química

Representaciones 3D de Orbitales atómicos (arriba a la derecha) y moleculares (abajo a la derecha). A la izquierda se muestra el Diagrama de Moeller, gráfica mnemotécnica que ayuda a seguir la regla de Madelung a fin de construir la configuración electrónica (orden de llenado y ocupación de los orbitales, mostrado al pie de la figura) a partir del conocimiento del número atómico Z, siguiendo el Principio de Aufbau.

El problema del realismo se da en relación con la existencia de los términos teóricos en química, especialmente en torno a los conceptos de orbital atómico y configuración electrónica. Se plantea si estos términos son entidades reales en el mundo químico o si son simplemente herramientas matemáticas de la mecánica cuántica. Aunque los químicos suelen considerar los orbitales como entidades reales, desde la perspectiva de la mecánica cuántica son representaciones matemáticas de probabilidades de encontrar electrones en ciertas regiones del espacio.
El debate filosófico se centra en si los orbitales son ficciones matemáticas o entidades con existencia real. Algunos argumentan que son herramientas útiles para el cálculo sin existencia real, mientras que otros defienden su utilidad en la química. 
En 1999, se informó que los orbitales habían sido visualizados y fotografiados, lo que causó gran impacto en la comunidad científica. Sin embargo, algunos críticos, incluidos químicos y filósofos de la química, objetaron estas conclusiones, argumentando que la interpretación de las visualizaciones estaba equivocada y que los orbitales no pueden ser visualizados debido a su naturaleza cuántica. En lugar de orbitales, argumentaron que lo observable es la densidad de carga o electrones durante los experimentos.

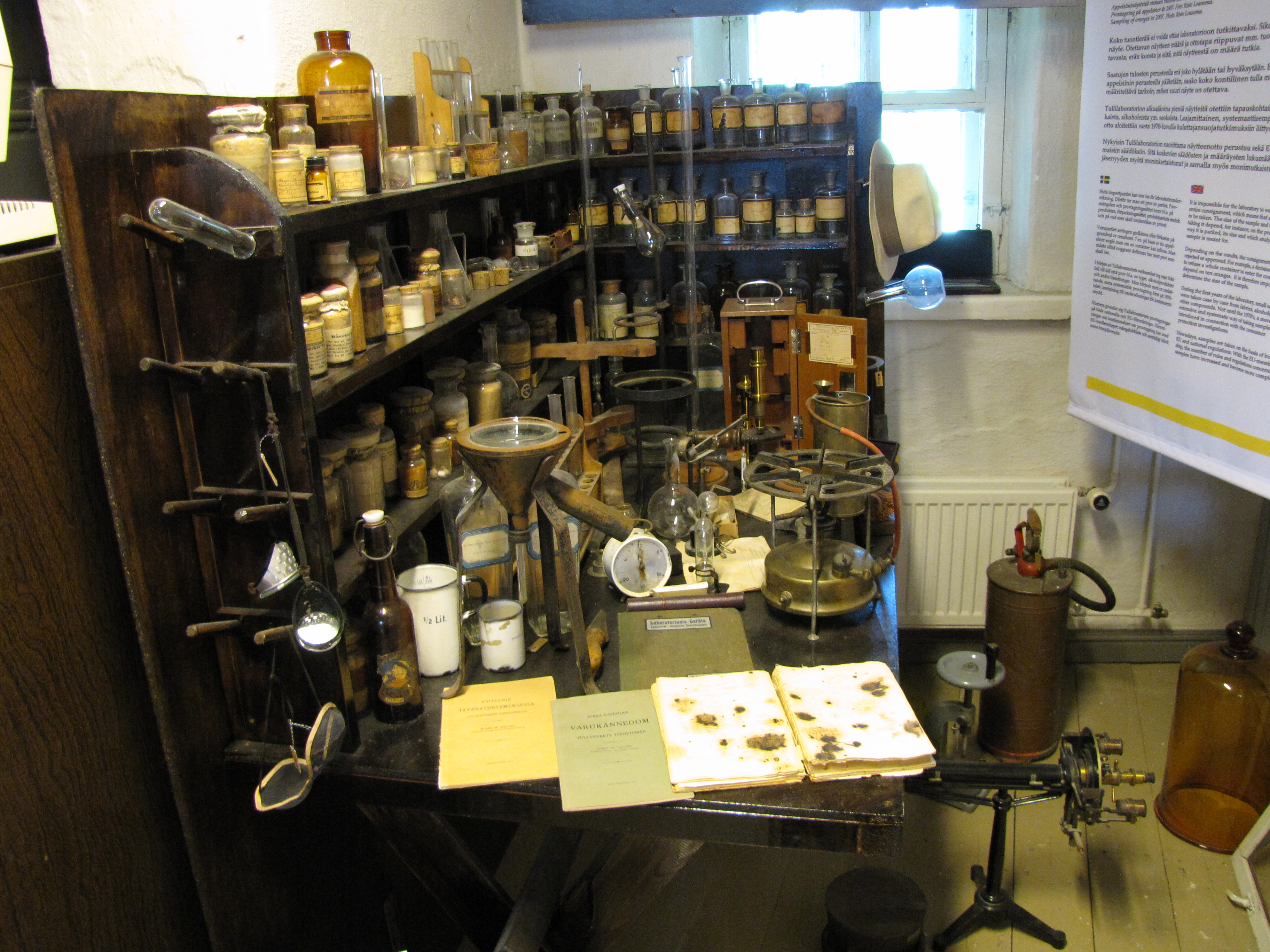
Antiguo equipo utilizado en su día por el laboratorio del servicio de aduanas finlandés.

### Autonomía disciplinar de la química
La autonomía de la química frente a la física ha sido un tema central en la filosofía de la química. Aunque algunos argumentan que la química puede ser reducida a la física, muchos filósofos defienden la autonomía de la química en términos epistemológicos y ontológicos. El éxito de la mecánica cuántica llevó a la idea de reducción epistemológica, pero varios autores desafían esto, argumentando que las propiedades químicas no pueden derivarse completamente de las físicas. Sostener la autonomía de la química es vital para dar a esta disciplina el mismo estatus que la física. 
El pluralismo ontológico sugiere que las distintas ciencias operan en niveles ontológicos diferentes y pueden ser autónomas en sus propios términos. Aceptar el pluralismo y rehuir del discurso monista y unitarista en filosofía de las ciencias podría cambiar la percepción de la relación entre química y física.

### Modelos y explicaciones en química
En la química contemporánea, los modelos desempeñan un papel crucial para comprender fenómenos y guiar experimentos. La filosofía de la química investiga este tema debido a la naturaleza diversa de las sustancias y reacciones químicas existentes, requiriendo explicaciones más específicas que en física. Se utilizan modelos moleculares para entender la geometría en reacciones químicas, y diferentes modelos explican propiedades ácido-base y mecanismos cinéticos. La filosofía de la química explora la naturaleza de los modelos y explicaciones químicas, y en el proceso, surge la pregunta de si las explicaciones químicas son autónomas de las explicaciones físicas o si deben reducirse a estas últimas. Mientras que algunos sugieren que las explicaciones químicas deben derivarse de la física fundamental, otros argumentan que las regularidades químicas son específicas y autónomas:

Si se admite una estrecha relación entre la química y la física, podría pensarse que los modelos y explicaciones en química deben ser abordados, también, desde un reduccionismo epistemológico. Es decir, la física fundamental debería explicar satisfactoriamente la naturaleza de los modelos químicos y brindar explicaciones más generales y fundamentales que las explicaciones químicas. Sin embargo, algunos autores subrayan que, aun cuando las regularidades químicas estén instanciadas en procesos físicos fundamentales, puede ser más útil explicarlas y describirlas en un nivel químico. En otras palabras, las explicaciones y modelos en química son genuinamente específicos del nivel químico considerado y, por tanto, son autónomas de las explicaciones y modelos en la física.
Martin Labarca

La tabla muestra algunos de los estados de oxidación encontrados en compuestos de metales de transición. Un círculo lleno representa el estado de oxidación común, un anillo de centro blanco representa uno menos común (menos favorable energéticamente).

Sin embargo, es necesario advertir contra la idea de crear explicaciones ad hoc que no sean generalizables. Un ejemplo es la "paradoja de los orbitales", donde se da una explicación incorrecta para la ocupación de orbitales en elementos de transición.

### Leyes y teorías químicas
Es un tópico recurrente el preguntarse acerca de la naturaleza de las leyes y teorías químicas, siendo muchas veces comparadas con las leyes y teorías físicas. Se debate si las leyes químicas son similares en naturaleza a las leyes físicas o si existen diferencias peculiares. Siguiendo esta estela argumentativa, en años recientes la tabla periódica de los elementos químicos - construida originalmente con base en la ley periódica de Dimitri Mendeléyev - ha sido objeto de análisis. Concretamente, se cuestiona el estatus de la ley científica que la constituye, buscando activamente reducir la química a la física. Contrariendo a los reduccionistas, algunos argumentan que esta ley, aunque difiere en estructura y precisión de las leyes físicas, aún puede considerarse una ley natural en el ámbito químico. He aquí la disputa: Mientras algunos sostienen que las leyes químicas deben cumplir los mismos estándares que las leyes físicas, otros opinan que las leyes químicas no deben juzgarse a través de los mismos criterios de la física.

La tabla periódica de los elementos es una disposición de los elementos químicos en forma de tabla, ordenados por su número atómico (número de protones), por su configuración de electrones y sus propiedades químicas. Este ordenamiento muestra tendencias periódicas como elementos con comportamiento similar en la misma columna. Incluye los símbolos de los últimos cuatro nuevos elementos aprobados el 28 de noviembre de 2016 por la IUPAC: Nh, Mc, Ts y Og.

### Clases naturales en química

Isótopos del carbono, nitrógeno y oxígeno ordenados según el número atómico Z y el número neutrónico N. En el debate filosófico de las clases naturales, los esencialistas identifican la esencia microestructural de los entes químicos de dos maneras paradigmáticas: con su número atómico (en el caso de los elementos químicos) y su composición (en el caso de los compuestos químicos).

En filosofía de la química existe la discusión sobre si las clases naturales en química son genuinas o convencionales. Este debate ha involucrado dos perspectivas principales: el convencionalismo y el esencialismo. El convencionalismo argumenta que las clases naturales son meras agrupaciones humanas basadas en criterios convencionales, mientras que el esencialismo ve a estas clases como contenedores de esencias definitorias:

[...] Los microestructuralistas, siguiendo a Hilary Putnam, han afirmado [por ejemplo] que el agua es un tipo natural porque está determinada por una esencia microestructural [...]. Sin embargo, el enfoque basado en la sustancia para los tipos naturales se enfrenta no sólo con un número potencialmente infinito de propiedades posiblemente esenciales [...], sino también con la artificialidad de las sustancias puras. Incluso si las sustancias puras fueran tipos estables independientes de nuestra conceptualización, no son independientes de la purificación en laboratorio. No obstante, la reproducibilidad experimental de sustancias suficientemente puras proporciona, dentro de ciertos límites, una operación exitosa para garantizar tipos relativamente estables.
Joachim Schummer

Históricamente, el esencialismo fue predominante, pero el convencionalismo ganó fuerza con el positivismo lógico del Círculo de Viena en el siglo XX. Sin embargo, el esencialismo resurgiría en los años 70 y 80. Autores como Saul Kripke y Hilary Putnam desarrollaron una teoría de la referencia para los términos de clase química, argumentando que estas están definidas por propiedades microestructurales esenciales descubiertas por la investigación científica. Sin embargo, y dando por válido el esencialismo de clases naturales en el ámbito de los elementos químicos, surge una complicación al extender el microestructuralismo a los compuestos químicos. Los isómeros, que tienen la misma fórmula molecular pero diferentes propiedades, cuestionan la suficiencia de la fórmula molecular para clasificar compuestos. Esto ha llevado a que algunos filósofos argumenten que las propiedades macroscópicas podrían ser suficientes para identificar sustancias químicas sin recurrir a las esencias microestructurales.

### Ética de la química

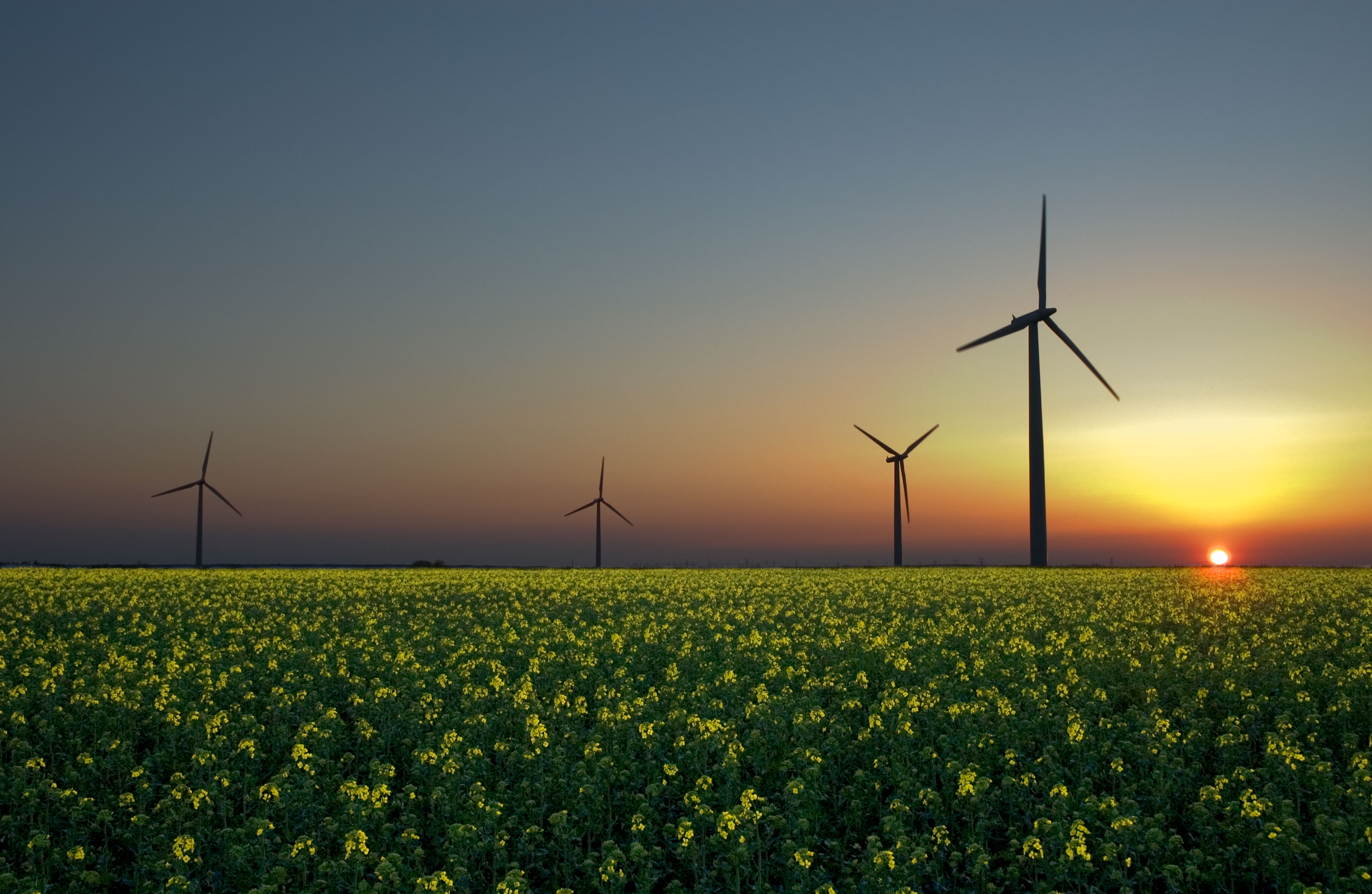
La química sostenible es un ejemplo del uso beneficioso de la disciplina en aras de salvaguardar al ser humano y su ecoentorno.

La filosofía de la química reconoce la importancia de consideraciones éticas en vista de los posibles impactos beneficiosos y perjudiciales de los fenómenos químicos en la vida humana, no humana y el entorno. La responsabilidad individual de los científicos implica comunicar las posibles implicaciones de sus descubrimientos, pero las decisiones sobre la aplicación de estos conocimientos son de carácter social y político y deben ser tomadas en colaboración con la comunidad. No obstante, las más de las veces la comunicación entre químicos, filósofos de la química y las instituciones públicas presenta deficiencias. 
A nivel ético, los filósofos de la química abordan cuestiones relacionadas con los valores personales de los químicos y su conexión con los valores compartidos por la sociedad. A nivel de códigos de conducta profesional, la ética o falta de ella influye en el desarrollo de sustancias químicas con diversos usos, como medicamentos, drogas, productos de consumo y armas. A menudo, estas sustancias se utilizan de maneras no previstas, consciente o inconscientemente. La responsabilidad primordial de los científicos, específicamente en términos éticos y sociales, es garantizar que la ciencia no sea utilizada para engañar al público. Deben explicar de manera honesta lo que aún no se sabe, brindando claridad para que todos estén informados. Sin embargo, esta tarea, que parece depender de la integridad moral del científico, puede ser considerablemente compleja.

### Filosofía de la química y educación

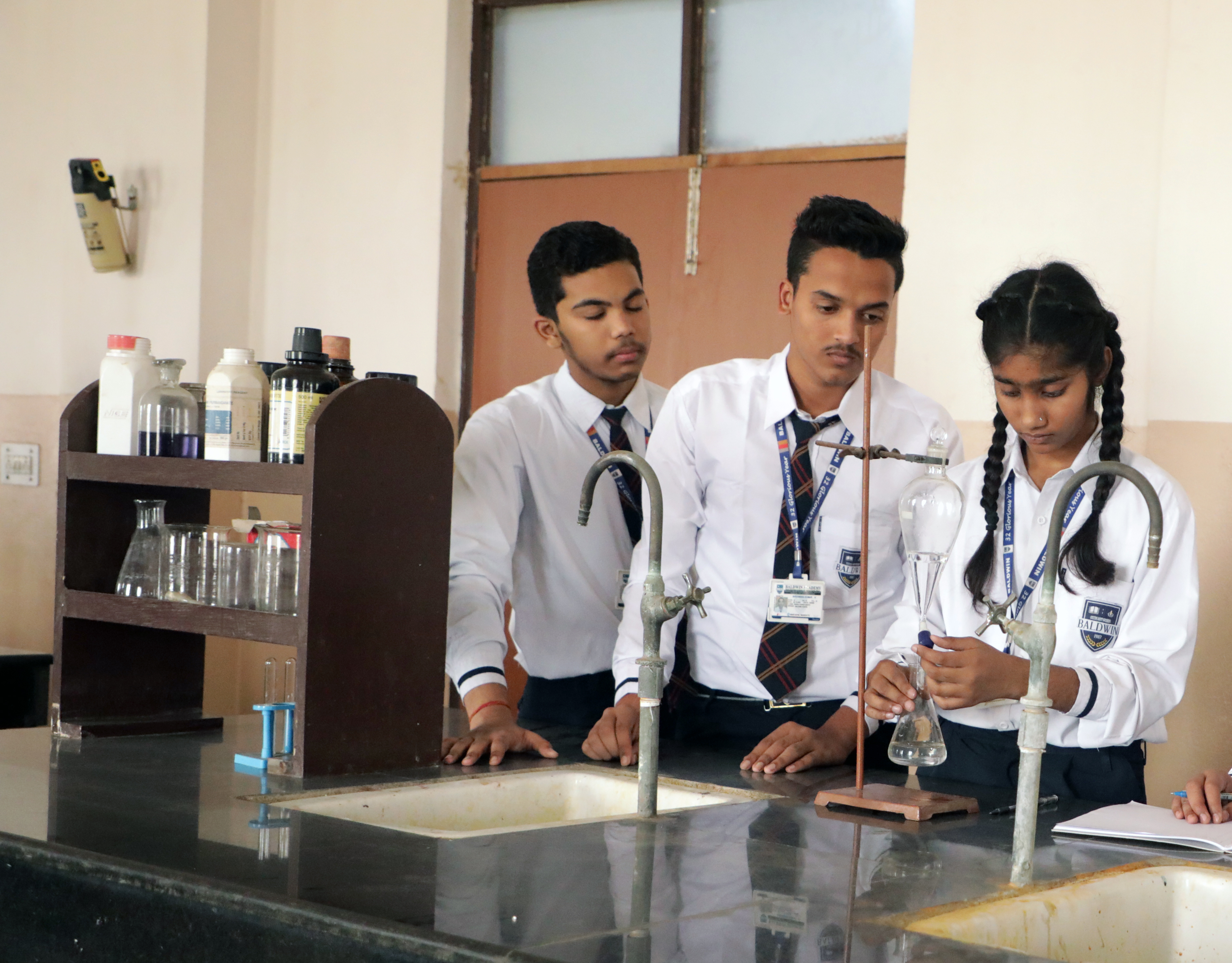
La didáctica aplicada en la educación química puede verse tremendamente enriquecida si se abre la posibilidad del diálogo entre educadores y filósofos.

La química es percibida como una disciplina difícil de aprender, debido a la complejidad de operar a tres niveles de pensamiento: macro, micro y simbólico-matemático. A pesar de los avances en la educación química, la enseñanza efectiva ha sido poco impactada. El uso de principios de la mecánica cuántica ha influido en la enseñanza, pero resulta esencial equilibrar aspectos cualitativos y cuantitativos propios. La filosofía de la química puede ser un recurso valioso para los educadores al hacer explícitos argumentos filosóficos junto con recursos matemáticos y físicos, recordando además la autonomía que la química tiene como disciplina. Aquí es donde emerge la necesidad de formar filosóficamente a los educadores de química:

No es suficiente entrenar a los educadores en química sólo en los contenidos de química de los cursos, y quizás brindarles algo de psicología educativa. Los docentes de química necesitan ser introducidos en el estudio de la propia naturaleza de la química.
Eric Scerri

La reflexión filosófica sobre la naturaleza de la química puede facilitar el aprendizaje conceptual, y no resulta descabellado sugerir que los avances en la filosofía de la química puedan tener efectos positivos en la educación, brindando una perspectiva más profunda y amplia de la disciplina:

Durante los últimos años, la investigación en educación en química ha logrado avances importantes introduciendo el uso de la tecnología en el aula y los modelos de procesamiento de la información, proponiendo cambios en los contenidos de los cursos, mejorando las actividades de laboratorio, etc. Sin embargo, se ha brindado poca atención a la cuestión acerca de la naturaleza de la química como disciplina científica y, en particular, a las relaciones entre química y física. En este contexto, es necesario enfatizar, entonces, que las cuestiones filosóficas relacionadas con la epistemología y la ontología son esenciales para comprender en profundidad la disciplina
Martin Labarca

## Influencia filosófica de la alquimia en la química
A pesar de su conexión con las doctrinas herméticas y los elementos aristotélicos, los alquimistas operaban bajo un sistema corpuscular de la materia, y su enfoque iba más allá de buscar solo la piedra filosofal. Muchos eran conscientes de que sus experimentos con sustancias orgánicas e inorgánicas podían contribuir al desarrollo humano y la medicina. La alquimia no solo buscaba crear oro y plata, sino también estrategias para combatir enfermedades.

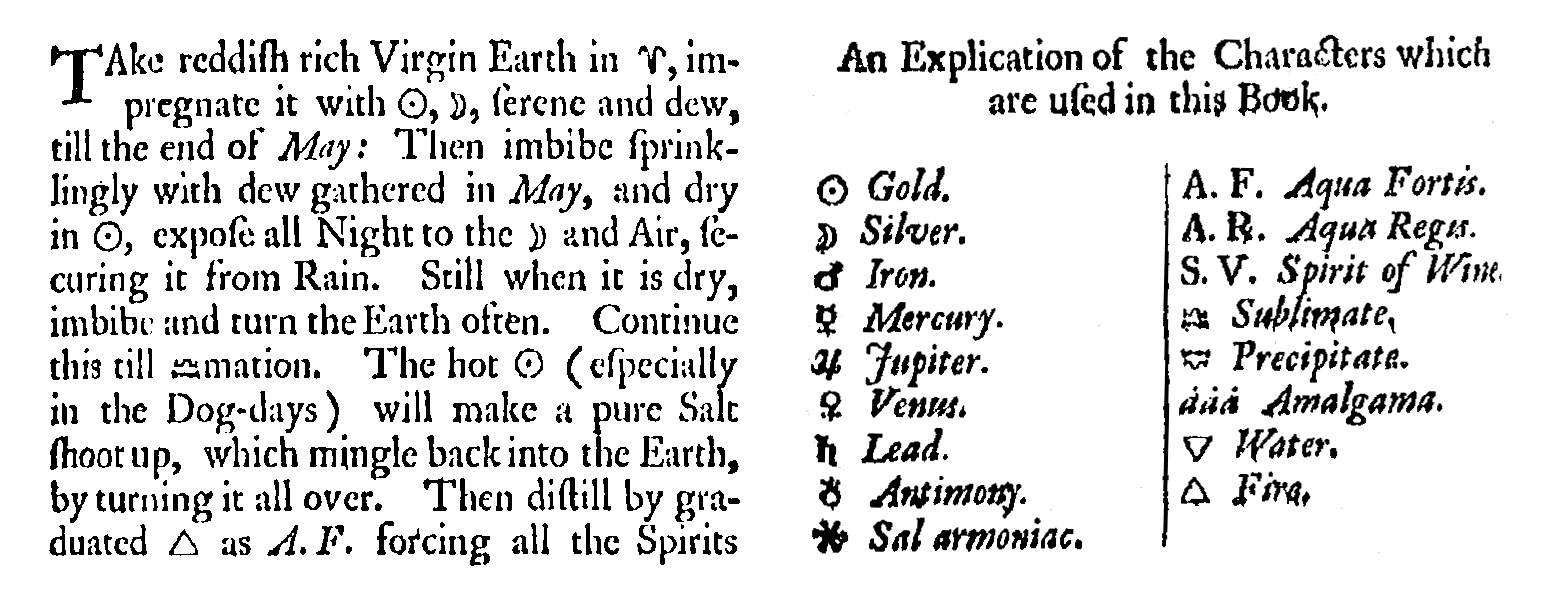
Clave de símbolos alquímicos extraído de A Choice Collection of Rare Secrets (1682), de Kenelm Digby. Los símbolos corresponden con los usados en la astrología de la época.

Aunque los alquimistas han sido mal vistos históricamente debido a la presencia de charlatanes, hubo filósofos, médicos y teólogos que eran alquimistas y realizaron observaciones experimentales importantes. Su preferencia por la experimentación se relaciona con la influencia árabe y el surgimiento de universidades medievales. Roger Bacon fue un líder en este enfoque, enfatizando la importancia de la experimentación.
Los alquimistas describieron y manejaron sustancias como mercurio, sales y azufre, incluyendo ácidos minerales y el alcohol destilado de vinos y cervezas. Se centraron en separar los constituyentes de las sustancias mediante calor, liberando "espíritus" que podían condensarse. La descripción de sus observaciones experimentales se expresó en un lenguaje rico que luego influyó en la química, obviamente dándoles un nuevo sentido a los términos heredados. Los alquimistas utilizaron símbolos para identificar las sustancias estudiadas, estableciendo una base lingüística que se relaciona con el concepto de elementos químicos.
El modelo del flogisto, que surgió en el siglo XVII y XVIII, fue una teoría sobre la naturaleza de la materia. Joachim Becher propuso tres elementos en sustancias sólidas: tierra fija, tierra fluida y tierra oleásea (equivalente al azufre de los alquimistas). Georg Ernst Stahl luego llamó al último elemento "flogisto", caracterizado por animar el calor en la combustión. A su modo de ver, los metales eran mezclas de cal y flogisto, siendo la combustión un fenómeno de liberación del flogisto, donde la cal quedaba como residuo. Pero esta propuesta no duraría:

Este modelo dominó por algún tiempo entre los siglos XVII y XVIII hasta que varias mentes inquietas empezaron a experimentar con los gases y la combustión, y se dieron cuenta de que el modelo del flogisto fallaba, pues resultó que algunas sustancias al ser calentadas no perdían peso, sino que aumentaban. Esta observación, se convirtió en la anomalía que terminó por derribar el paradigma de la teoría del flogisto.
Ricardo R. Contreras

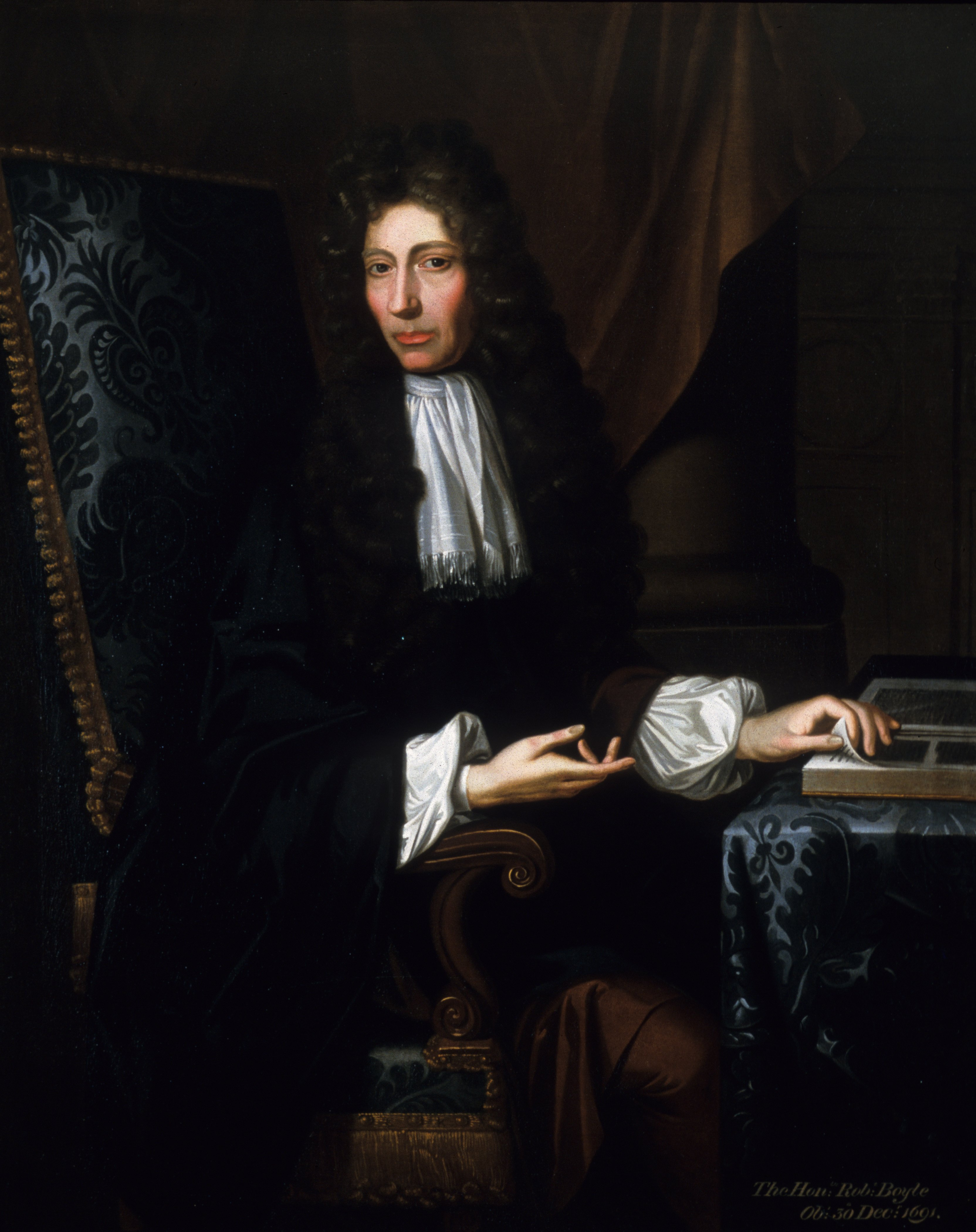
A partir del trabajo de Robert Boyle, se empezaron a suceder una serie de hechos sobresalientes que terminaron configurando a la química como la conocemos hoy.

Con la crisis del modelo del flogisto, entramos a los primeros años de la ciencia química. Robert Boyle, en su obra El químico escéptico, contribuyó con la definición moderna de un elemento como "una sustancia que no se puede separar en sustancias más simples" y promovió la experimentación y la comunicación científica. Boyle ayudó a fundar la Royal Society, siguiendo la idea de Francis Bacon sobre la necesidad de crear espacios como academias o sociedades científicas.
Antoine Lavoisier avanzó en la comprensión de las reacciones químicas, reemplazando la teoría del flogisto con lo que hoy llamaríamos química moderna. Su esposa Marie-Anne Pierrette Paulze quemó los libros del flogisto para simbolizar el cambio. Lavoisier estableció la ley de la conservación de la masa y describió veintitrés sustancias "elementales". A partir de aquella propuesta, el británico John Dalton desarrolló la teoría atómica, afirmando que los elementos reaccionaban en relaciones de peso fijas y números enteros. Amadeo Avogadro analizó las relaciones entre moléculas y condiciones de temperatura y presión, formulando leyes. Joseph-Louis Proust propuso la ley de las proporciones constantes. Estos pensadores contribuyeron a la configuración de la química como ciencia, distinguiéndola de la alquimia. 
La palabra química derivó de chymia, un término acuñado por Andreas Libavius para describir las prácticas de laboratorio en contraposición a la alquimia esotérica. Libavius escribiría Alchemia (1597), uno de los primeros libros de química, el cual es descrito como el primer libro de texto práctico en la historia de la química.

## Filósofos de la química destacables
Varios filósofos y científicos se han dedicado a la filosofía de la química en los últimos años. Tenemos los casos del filósofo belga Jaap van Brakel, autor de Philosophy of chemistry: between the manifest and the scientific image (2013) y profesor en el Centre for Logic and Philosophy of Science de la KU Leuven; y Nikolaos Psarros, profesor de la Universidad de Leipzig y autor de Die Chemie und ihre Methoden (1999), cuyos proyectos de investigación se encuentran principalmente inscritos en los campos de la microbiología y la bioquímica de las bacterias cariogénicas orales, así como en la gestión de residuos nucleares.

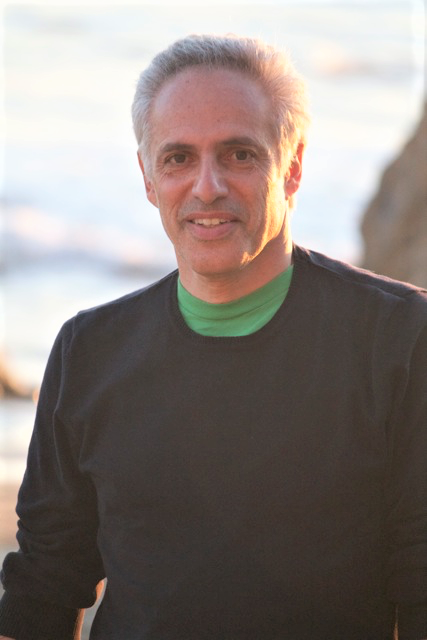
Eric Scerri.

También destaca el químico y filósofo maltés Eric Scerri, editor de la revista Foundations of Chemistry y autor de multitud de libros dedicados a la química (en solitario y en coatoría). Destacan: 
- Philosophy Of Chemistry: Synthesis of a New Discipline (2006)
- Philosophy of Chemistry: Growth of a New Discipline (2015)
- Mendeleev to Oganesson: A Multidisciplinary Perspective on the Periodic Table (2018)
- The Periodic Table: Its Story And Its Significance (2020 [2006])

Scerri está especialmente interesado en los fundamentos filosóficos de la tabla periódica, y en cómo la física y la química se entrecruzan en relación con ella, lo que demuestra, según él, que no se trata sólo de un asunto científico, sino también filosófico. Es considerado uno de los químicos más influyentes de la década de los 2010's.
Guarda mucho mérito el trabajo del filósofo alemán Joachim Schummer, quien es editor de la revista en línea HYLE. Esta revista, a diferencia de Foundations of Chemistry que es interdisciplinaria, está especializada en filosofía de la química. De entre sus publicaciones se pueden destacar:
- Discovering the Nanoscale (2005)
- Nanotechnology Challenges: Implications for Philosophy, Ethics and Society (2006)
- The public image of chemistry (2007)

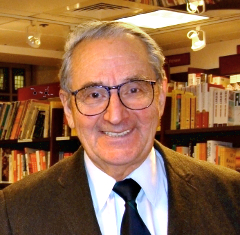
Elias James Corey.

Aunque en otros campos de la ciencia los estudiosos del método en cuestión no son generalmente practicantes del campo, en química (especialmente en lo que respecta al estudio de la síntesis orgánica) la racionalidad científica y los fundamentos filosóficos de la química frecuentemente son objeto de exploración de investigadores con programas de investigación activos. Elias James Corey desarrolló el concepto de "retrosíntesis", desarrollándolo en su obra seminal The logic of chemical synthesis (1989) (en coatoría con Xue-Min Cheng), que deconstruye estos procesos de pensamiento y especula sobre la síntesis asistida por ordenador. Otros químicos como Kyriacos Costa Nicolaou han seguido su estela, en obras como Classics in total synthesis (1996).
En América Latina, existen numerosas figuras notables que han discutido temas próximos a los intereses de la filosofía de la química, aunque muchas veces (especialmente durante los primeros años de desarrollo de la filosofía de las ciencias en la región) esta labor se ha efectuado desde el plano general de la filosofía de las ciencias, sin sumergirse dentro de la subdisciplina. Tenemos el caso de Oscar Nudler, quien comenzó a desarrollar en los 90's una visión de la dinámica de la ciencia en términos de conflictos, desarrollando un modelo dínamico de la racionalidad científica que él denominó espacio de controversia: "una estructura dinámica compuesta por controversias interrelacionadas, con un "foco", compuesto por las cuestiones que son objeto principal de los desacuerdos, y un "terreno común", que consiste en los compromisos no sujetos a discusión dentro del espacio de controversia". Este modelo se ha aplicado con éxito a distintos casos científicos, como los orígenes de la teoría del caos, el debate sobre las relaciones entre la química y la física, los orígenes de la biología molecular y el desarrollo de la lingüística estadounidense del siglo XX, entre otros ejemplos.

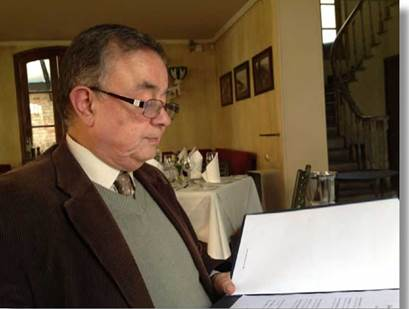
José Luis Villaveces Cardoso (1945-2019).

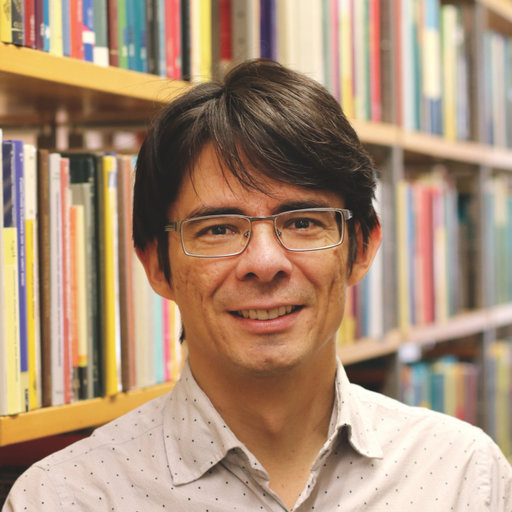
Guillermo Restrepo.

Los filósofos colombianos Guillermo Restrepo y José Luis Villaveces centraron su interés en el uso las herramientas formales a la química. Revisaron los orígenes del razonamiento matemático en química y observaron la semejanza entre los programas de Gotffried Leibniz y Antoine Lavoisier en cuanto a la necesidad de una lingua philosophica para entender la naturaleza, cuyos resultados serían aprovechados más tarde por Johann Wolfgang Döbereiner y Dmitri Mendeléyev. Asimismo, analizaron los aspectos matemáticos de la ley periódica y consideraron los diferentes aspectos fundacionales del campo denominado "química matemática", afirmando que esta rama de la química es la realización del pensamiento matemático en química, definido como pensamiento funcional por Felix Klein en el Programa de Erlangen.
El estudio de los aspectos tecnológicos de la química, así como sus eventuales aplicaciones a la enseñanza de la química, ha sido realizado abundatemente por José Antonio Chamizo.
Martín Labarca y Olimpia Lombardi son quienes más han trabajo las ideas y problemas de la filosofía de la química desde la propia subdisciplina, siendo los rostros más visibles de la región en estos asuntos. Labarca es miembro de la International Society for the Philosophy of Chemistry y de la Asociación de Filosofía e Historia de la Ciencia del Cono Sur. Es autor de la entradas Filosofía de la química y Relaciones interteóricas en el Diccionario Interdisciplinar Austral (DIA). Lombardi es investigadora Superior del Consejo Nacional de Investigaciones Científicas y Técnicas de Argentina (CONICET) e investigadora de la Universidad de Buenos Aires. Es autora de Philosophical Aspects of Chaos Theory (2011), coautora de Introduction to the Modal-Hamiltonian Interpretation of Quantum Mechanics (2010) y The Multiple Worlds of Science: A Pluralistic Realism and its Application to the Philosophy of Physics (2012). Además, ha fungido como coeditora de Frontiers of Determinism: Philosophy and Science in Dialogue (2015), ¿Qué es la información cuántica? (2017), y Mundos cuánticos: perspectivas sobre la ontología de la mecánica cuántica (2019).
Ambos lideran el Grupo de Filosofía de la Química de Buenos Aires (situado en Argentina), equipo interdisciplinario dedicado a la investigación en fundamentos y filosofía de la química. Entre sus integrantes se cuentan: Alfio Zambon (filosofía de la química), Mariana Córdoba (filosofía de las ciencias), Sebastian Fortin (filosofía de la física), Juan Camilo Martínez González (filosofía e historia de la química), Fiorela Alassia (filosofía de la química y filosofía de las ciencias), Hernán Lucas Accorinti (filosofía de la química y filosofía de las ciencias), Manuel Herrera Araos (filosofía de la física) y Jesús Alberto Jaimes Arriaga (filosofía de la química).

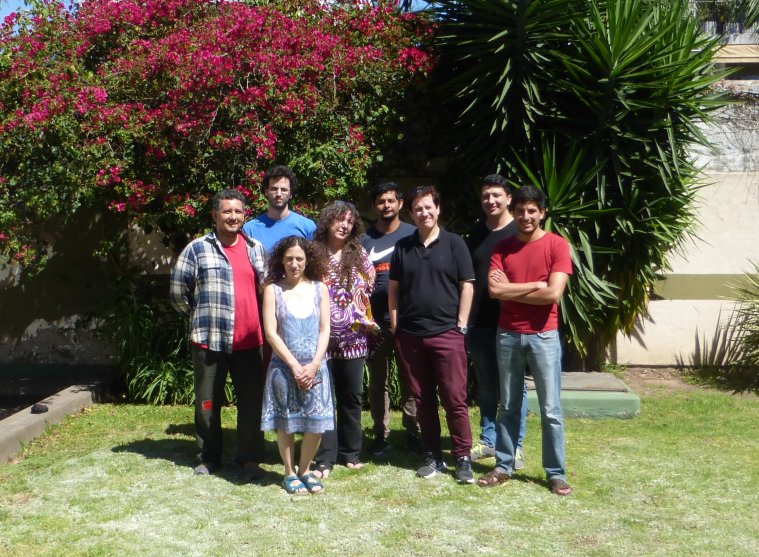
Integrantes del Grupo de Filosofía de la Química de Buenos Aires.

El grupo se ha caracterizado por defender la autonomía ontológica de la química, la existencia de orbitales en la ontología de la química, el pluralismo ontológico (del cual han estudiado sus raíces kantianas) y el no-reduccionismo de la química a la física. También han realizado trabajos donde se revisan los inconvenientes que presenta la mecánica cuántica al momento de querer ser compatibilizada con la química, como puede ser el caso de la incapacidad de la decoherencia cuántica para resolver el problema del isomerismo; a la vez que han evaluado la cuestión de la relación entre la química y la mecánica cuántica desde una perspectiva teórica, como en los de la teoría cuántica de los átomos en las moléculas y la mecánica bohmiana. El problema de las categorías químicas también fue abordado en el contexto del grupo para el caso particular de los nanomateriales.
Un aporte meritorio emanada del grupo es el nuevo sistema periódico propuesto por Alfio Zambon, basado en tríadas de números atómicos. La noción de tríada fue reintroducida en química por Eric Scerri, quien la sugirió como un posible criterio categórico para representar la periodicidad química. Zambon reformuló la noción en términos de número atómico en lugar de pesos atómicos, con tal de que el valor del término intermedio de la tríada se convierta en la media exacta de los valores de los dos extremos. Con esta representación de la periodicidad química, todas las relaciones entre los elementos químicos que forman los grupos del sistema periódico puedan reconstruirse a partir de tríadas, sin utilizar configuraciones electrónicas.